# Drew Banks
William Anrew Banks, detto Drew (15 dicembre 1988), è un ex giocatore di football americano e allenatore di football americano statunitense, che ha giocato come wide receiver e quarterback.
Suo fratello Maurice ha giocato nella nazionale stunitense campione del mondo nel 2011 e come lui ha giocato in Brasile.

## Palmarès
- 1 Mondiale (2015)
- 1 Campeonato Paranaense (Coritiba Crocodiles, 2018)